# Ferdinand von Rosenzweig
Ferdinand von Rosenzweig (Vienna, 11 luglio 1812 – Città del Messico, 4 settembre 1892) è stato un militare e ingegnere austriaco.

## Biografia
Prestò servizio sotto l'imperatore Francesco Giuseppe d'Austria e quindi sotto l'imperatore Massimiliano I del Messico, fratello del primo. Sposò la principessa ungherese Catarina Radzivil de Atavia che era dama di corte dell'imperatrice Carlotta e si trasferì a Città del Messico a seguito della corte imperiale dove giunse col grado di maggiore nel 1864.
Qui si impegnò subito per azioni di propaganda a favore del nuovo governo e per questo venne incaricato dall'imperatore di tracciare e costruire  il Paseo de la Emperatriz (Promenade dell'Imperatrice) - oggi rinominata Paseo de la Reforma.
Dopo la caduta del Secondo Impero messicano, durante l'era post-massimilianea, costruì diverse altre strutture come, nel 1905, la grande diga di Necaxa, la prima fonte di energia elettrica del Messico, e considerata allora una delle più importanti centrali idroelettriche del mondo.